# Hold Me Now (sång av Thompson Twins)
Hold Me Now är en låt av den brittiska gruppen Thompson Twins. Den släpptes som den första singeln från albumet Into the Gap i november 1983. Singeln nådde 4:e plats på brittiska singellistan och blev deras bäst säljande singel där. Den blev också gruppens stora genombrott i USA. Där släpptes den som singel i februari 1984 och nådde som bäst 3:e plats på Billboard Hot 100 i maj. Den toppade även Billboards Hot Dance Club Play en vecka i april 1984.
Hold Me Now är en halvtempolåt som till skillnad från gruppens tidigare hits i synthpopstil har ett mer varierat arrangemang med xylofon, piano och percussion. 
Låten finns med i soundtracket till filmen Wedding Singer från 1998.

## Utgåvor
- 7" Singel

1. "Hold Me Now" – 4:44
2. "Let Loving Start" – 3:43

- 12" Maxisingle

1. "Hold Me Now" (Extended version) – 9:54
2. "Let Loving Start" (Extended version) – 9:09